# Alonso de Estrada
 (février 2025).
Alonso de Estrada né vers 1470, à Ciudad Real, Castille, et mort le 16 février 1530, à Veracruz, était un fonctionnaire colonial de la Nouvelle-Espagne pendant la période du gouvernement d'Hernán Cortés, avant l'instauration du premier vice-roi. Il fut membre des triumvirats qui gouvernèrent la colonie à plusieurs reprises entre 1524 et 1528, en l'absence de Cortés.

## Origine et Début de carrière
On pense qu'Alonso de Estrada était le fils illégitime du roi Ferdinand II d'Aragon. Il fut recueilli et reconnu comme le fils du roi catholique grâce à une relation de longue date avec Luisa de Estrada, fille de Don Fernando Duque de Estrada y Guzmán. Cependant, cela a été réfuté par la limpieza de sangre (pureté de sang) de son arrière-petit-fils, le gouverneur Jorge de Alvarado y Villafañe, en 1585.
Alonso de Estrada était bien éduqué et un commandant militaire redoutable. Il combattit dans les guerres en Flandre, puis, en tant qu'amiral, dans les campagnes de Málaga et de Sicile. Après son retour à Madrid, il prit part à la Guerre des Communautés de Castille, s'opposant aux rebelles contre l'Empereur Charles V. En récompense de son engagement, Charles lui attribua la fonction de corregidor de Cáceres, puis il le nomma trésorier de la Nouvelle-Espagne. Dans certaines lettres, Alonso de Estrada était parfois désigné sous le titre de « el magnífico señor el tesorero Alonso de Estrada, gobernador de esta Nueva España por sus majestades. » Sa femme, Marina de la Caballería, le rejoignit dans ses efforts en 1523.

## Trésorier royal de la Nouvelle-Espagne
Alonso de Estrada arriva en Nouvelle-Espagne en 1523, nommé trésorier de la colonie par le Conseil des Indes, sur autorité de Charles V. Sa mission était de participer au gouvernement de Cortés et de protéger les intérêts de la Couronne. Marcos de Aguilar et Luis Ponce de León (gouverneur de Nouvelle-Espagne) furent également envoyés par la Couronne pour agir en tant que juges dans le juicio de residencia de Cortés. Cependant, Ponce de León mourut d'une indigestion contractée lors de son banquet de bienvenue. Il se murmurait qu'il aurait été empoisonné par Hernán Cortés.

## Première mandat au gouvernement
En 1524, le gouverneur et capitaine général Cortés quitta Mexico pour le Honduras, laissant le gouvernement entre les mains d'Alonso de Estrada, Rodrigo de Albornoz et Alonso de Zuazo. Zuazo (ou Suazo) détenait également le titre de Justicia Mayor. Le transfert de pouvoir eut lieu le 12 octobre 1524. Ce triumvirat partageait le pouvoir avec l'ayuntamiento (le gouvernement municipal), composé de partisans de Cortés, tandis qu'Estrada et Albornoz étaient (ou allaient bientôt devenir) ses ennemis. À un moment donné, Estrada donna l'ordre d'interdire la réentrée de Cortés dans Mexico.
Les trois hommes gouvernèrent pendant environ deux mois et demi, jusqu'au 29 décembre 1524. À cette date, avec l'accord de l'ayuntamiento, deux d'entre eux furent remplacés par Gonzalo de Salazar et Pedro Almíndez Chirino, tandis qu'Alonso de Zuazo resta en fonction. Ce changement fut provoqué par les instructions de Cortés, ramenées de Coatzacoalcos par Salazar et Almíndez, afin de mettre fin aux désaccords entre Albornoz et Estrada. Ce changement fut apparemment orchestré par les intrigues de Salazar.

## Deuxième mandat au gouvernement
Estrada retourna au gouvernement du 17 février 1525 au 20 avril 1525. Ce gouvernement était désormais composé de cinq membres : Salazar, Almíndez, Estrada, Albornoz et Zuazo. Le 20 avril, Salazar et Almíndez proclamèrent qu'aucun de ceux qui reconnaîtraient l'autorité d'Estrada et d'Albornoz ne devrait s'attendre qu'à recevoir 100 coups de fouet et à voir ses biens confisqués. Cette proclamation fut signée par Zuazo, Cervantes, de la Torre, Sotomayor, Rodrigo de Paz (un membre de l'ayuntamiento) et le clerc Pérez. Estrada et Albornoz quittèrent Mexico pour Medellín, mais après n'avoir parcouru que huit lieues, Almíndez envoya des hommes armés à leur poursuite et les fit prisonniers.

## Troisième mandat au gouvernement
Au début de l'année 1526, un messager (Martín de Orantes ou Dorantes) arriva à Mexico avec pour instructions de remplacer Gonzalo de Salazar et Pedro Almíndez Chirino dans le triumvirat gouvernemental par Francisco de las Casas et Pedro de Alvarado. En l'absence ou en cas d'incapacité de Las Casas et Alvarado, Estrada et Albornoz étaient désignés comme remplaçants. Orantes entra secrètement en ville et entra en contact avec les membres de l'opposition.
Au lever du jour, le 28 janvier 1526, Orantes et d'autres opposants à Salazar et Almíndez quittèrent le couvent où ils logeaient, marchèrent dans les rues en criant "Vive Cortés", arrêtèrent Salazar et réussirent à obtenir que l'ayuntamiento exécute les ordres de Cortés. Estrada et Albornoz réintégrèrent le gouvernement, car Las Casas et Alvarado étaient absents. Almíndez fut arrêté plus tard à Tlaxcala et ramené à Mexico. Estrada et Albornoz gouvernèrent du 29 janvier 1526 au 24 juin 1526, soit un peu moins de six mois. Cortés retourna alors et reprit brièvement le gouvernement le 25 juin 1526.

## Quatrième mandat au gouvernement
Estrada gouverna une quatrième fois du 2 mars 1527 au 8 décembre 1528, avec Gonzalo de Sandoval et Luis de la Torre, pendant environ 21 mois. (Sandoval faisait partie du gouvernement jusqu'au 22 août 1527 seulement). Le 22 août, un décret royal arriva à Mexico, ratifiant le transfert des pouvoirs accordé par Luis Ponce de León à Marcos de Aguilar, mais Aguilar était mort le 1er mars. Aguilar avait nommé Estrada gouverneur, et ce décret consolida sa position. Comme Cortés était suspecté d'avoir empoisonné Ponce de León et Aguilar, il n'était pas en mesure de contester la légitimité d'Estrada.

## Mort et Succession
Alonso de Estrada est décédé à Mexico entre 1533 et 1537. Un acte du gouvernement de la ville de Mexico daté du 22 septembre 1533 le mentionne comme étant encore en vie, tandis qu'une lettre du vice-roi adressée au roi, datée du 10 décembre 1537, fait état de sa mort.
Alonso épousa Marina Gutiérrez de la Caballería, une femme issue d'une famille converso juive prominente de trésoriers royaux d'Aragon, en Espagne.
Ensemble, ils eurent : 
- Fray Juan de Estrada, moine bénédictin et consultant de l'Inquisition.
- Luis Alfonso de Estrada, seigneur de Picón, membre du conseil municipal de Ciudad Real, administrateur de la maison du roi Philippe II, et maire noble de la "Sainte Confrérie".
- Luisa de Estrada, qui épousa le capitaine Jorge de Alvarado, conquistador de Tenochtitlán et frère de Pedro de Alvarado.
- Marina de Estrada, qui épousa Luis de Saavedra Guzmán, "encomendero" de Tilaltongo, fils des comtes de Castellar et descendant des ducs de Medina Sidonia.
- Ana de Estrada, qui épousa Juan Alonso de Sousa, trésorier de la Nouvelle-Espagne après Alonso de Estrada, membre du conseil municipal de Mexico, fils de Lope de Sousa de Portugal, gouverneur des Îles Canaries, et d’Inés de Cabrera y Aguayo.
- Francisca de Estrada, qui épousa Alonso de Ávalos Saavedra, conquistador de la Nouvelle-Galice, fils de Diego López de Saavedra et María Verdugo.
- Beatriz de Estrada, qui épousa Francisco Vázquez de Coronado, premier gouverneur et capitaine général du Royaume de Nueva Galicia. Ce mariage est à l’origine des marquis de Villamayor de las Ibernias.

David Raphael, anesthésiste et auteur de "Conquistadors and Crypto Jews of Monterrey", est un descendant d'Alonso de Estrada et Ana Caballeria. De plus, le producteur de films et scénariste, L.R. Borbón (née Valadés), est également leur descendant commun via Alonso de Bracamonté, 1er Comte de Miravalle.